# Eduardo Garzón
Pour les articles homonymes, voir Garzon.
Eduardo Garzón Espinosa, né à Logroño en 1988, est un économiste et professeur d'université espagnol.

## Biographie
Eduardo Garzón est né à Logroño en 1988. Il est le frère d'Alberto Garzón.
Il a étudié l'Économie et la Gestion des Affaires à l'Université de Málaga. Il a complété un master en Économie Internationale et Développement à l'Université Complutense de Madrid, puis a terminé son doctorat à l'Université Autonome de Madrid.
Il a été conseiller économique de la Mairie de Madrid dans le domaine de Carlos Sánchez Mato pendant le mandat de Manuela Carmena.
Il est actuellement professeur associé à l'Université Autonome de Madrid.
Il est membre du Conseil Scientifique d'ATTAC Espagne. Il collabore régulièrement avec différents médias, tels que elDiario.es, La Marea, El Jueves, Telecinco, TVE ou LaSexta, en plus de tenir un blog sur l'économie : Saque de esquina,.

## Livres
- (en) Eduardo Garzón Espinosa, Modern Monetary Theory: A Comprehensive and Constructive Criticism, Taylor & Francis, 2024 (ISBN 9781032443652, lire en ligne)
- (es) Eduardo Garzón Espinosa, La otra economía que no nos quieren contar: Teoría Monetaria Moderna para principiantes, Akal, 2021 (ISBN 9788446051305, lire en ligne)
- (es) Eduardo Garzón Espinosa et Carlos Sánchez Mato, 919 Días ¡Sí Se podía!: Cómo el Ayuntamiento de Madrid puso la economía al servicio de la gente, Akal, 2019 (ISBN 9788446048633, lire en ligne)
- (es) Eduardo Garzón Espinosa, Desmontando los mitos económicos de la derecha: Guía para que no te la den con queso, Península, 2017 (ISBN 9788499426013, lire en ligne)